# Landkreis Neumarkt in der Oberpfalz
Landkreis Neumarkt i Oberpfalz er den vestligste Landkreis i Regierungsbezirk Oberpfalz i den tyske delstat Bayern. Den befinder sig i en trekant mellem storbyerne Nürnberg, Regensburg og Ingolstadt og hører til både Metropolregion Nürnberg og Planungsregion Regensburg. Erhvervsmæssigt og kulturelt centrum i kreisen er byen Neumarkt in der Oberpfalz. 

## Geografi
Landkreis Neumarkt in der Oberpfalz ligger i midten af Bayern i udkanten af der Fränkische Schweiz og Oberpfälzer Jura. 
Det højeste punkt i kreisen er Limpelberg bei Hörmannsdorf med 640,9 moh, og det laveste punkt ligger vest for Pyrbaum med 376 moh.
Det europæiske vandskel, der adskiller vandet mod Rhinen / Nordsøen fra Donau / Sortehavet  går gennem  landkreisen. 
Naborkreise i nord er Landkreis Nürnberger Land og Landkreis Amberg-Sulzbach, i øst Landkreis Schwandorf Landkreis Regensburg, i syd Landkreis Kelheim og Landkreis Eichstätt, og i vest Landkreis Roth.

## Byer og kommuner
Kreisen havde 133561  indbyggere pr.  2018-12-31

| Byer 1. Berching (8702) 2. Dietfurt a.d.Altmühl (6139) 3. Freystadt (9013) 4. Neumarkt i.d.OPf., administrationsby (40002) 5. Parsberg (7213) 6. Velburg (5312) Märkte 1. Breitenbrunn (3460) 2. Hohenfels (2181) 3. Lauterhofen (3697) 4. Lupburg (2442) 5. Postbauer-Heng (7767) 6. Pyrbaum (5813) | Kommuner 1. Berg b.Neumarkt i.d.OPf. (7823) 2. Berngau (2613) 3. Deining (4746) 4. Mühlhausen (5058) 5. Pilsach (2802) 6. Sengenthal (3621) 7. Seubersdorf i.d.OPf. (5157) Forvaltningsfællesskab 1. Neumarkt i.d.OPf. bestående af kommunerne Berngau, Pilsach und Sengenthal |